# Ла-Рошель-8
Ла-Рошель 8-й кантон (фр. Canton de La Rochelle-8) — кантон во Франции, находится в регионе Пуату — Шаранта. Департамент кантона — Шаранта Приморская. Входит в состав округа Ла-Рошель. Население кантона на 2006 год составляло 15 296 человек.
Код INSEE кантона 1749. Всего в кантон Ла-Рошель 8-й кантон входят 3 коммун, из них главной коммуной является Ла-Рошель.

## Коммуны кантона
- Домпьер-сюр-Мер
- Ла-Рошель
- Периньи